# 北约驻科索沃维和部队
北约驻科索沃维和部队( Kosovo Force，KFOR) 是指北大西洋公约组织派往科索沃的维和部队。 
联合国安理会第1244号决议通過後，1999年6月11日，北約派部隊前往科索沃。
北約部隊來到科索沃後，有50万人返回科索沃。同時有大约150000名塞爾維亞族人、罗姆人和其他非阿爾巴尼亞族人逃离科索沃。 
鼎盛时期，一度有39個國家共50,000 名男女被派往科索沃。截至2003年6月，北約駐科索沃部队人数减少到26,000 人，截至当年年底近一步减少至17,500 人。後來北约驻科索沃的维和部队逐步把權力移交給科索沃警察和科索沃当局。 